# Каарела, Яри
Яри Каарела (фин. Jari Kaarela; род. 8 августа 1958, Тампере, Хяме) — финский хоккеист-вратарь, ныне тренер вратарей клуба «Шанхай Дрэгонз».

## Биография
Родился 8 августа 1958 года в городе Тампере в Финляндии. Воспитанник местного хоккейного клуба «Ilves»; в 1976—1978 годах выступал за его юношескую и молодёжную команды.
В 1978—1980 годах играл в клубе первого финского дивизиона «SaPKo» из города Савонлинна. В начале 1981 года уехал работать в США, где выступал в основном в «Fort Worth Texans» в Центральной хоккейной лиге и в «Muskegon Mohawks» в Международной хоккейной лиге. Вернувшись на Родину, был в 1983—1986 годах вратарём в СМ-Лиге в командах «Kärpät» из Оулу и «HIFK» из Хельсинки. В 1989—1992 годах пребывал в клубах низших дивизионов Финляндии — «Vantaa» из Вантаа и «Karhu-Kissat» из Хельсинки.
Завершив карьеру игрока стал работать тренером вратарей в «Йокерите» из Хельсинки, затем в «HIFK». В 2002 по 2010 год работал в клубе СМ-Лиги «HPK» из Хяменлинны. В сезоне 2010/2011 тренер вратарей российского «Локомотива».
До 2000 года работал с молодёжной и национальной сборными Финляндии, в том числе на Олимпийских играх в Нагано 1998 года, чемпионате мира в Швейцарии 1998 года, Кубке мира 2004 года.

## Статистика
```
Season   Team                        Lge    GP   Min   GA  EN SO   GAA   W   L   T   Svs    Pct
-----------------------------------------------------------------------------------------------
1980-81  Fort Worth Texans           CHL    36  2093  133   1  1  3.81  13  20   2   781  0.854
1980-81  Indianapolis Checkers       CHL     2   120    4   0  1  2.00   2   0   0    37  0.902
1980-81  Colorado Rockies            NHL     5   220   22   0  0  6.00   2   2   0     0  0.000
1981-82  Fort Worth Texans           CHL     2   120   13   0  0  6.50   0   2   0    60  0.822
1981-82  Muskegon Mohawks            IHL    49  2682  219   1  1  4.90   0   0   0     0  0.000
1983-84  Karpat Oulu              SM-liiga   6     0   24   0  0  0.00   0   0   0   151  0.863
1985-86  HIFK Helsinki            SM-liiga  14   366   43   0  0  7.05   0   0   0     0  0.000

```

## Достижения
Как игрок: серебряный призёр чемпионата Финляндии в составе «HIFK» (1986), бронзовый призёр чемпионата Финляндии в составе «Kärpät» (1984).
Как тренер: бронзовый призёр Олимпийских игр (1998), серебряный призёр Чемпионата мира (1998),
серебряный призёр Кубка мира (2004), чемпион Финляндии (2006), серебряный призёр Кубка европейских чемпионов (2007), серебряный призёр Чемпионата Финляндии (2010), трёхкратный бронзовый призёр Чемпионата Финляндии, бронзовый призёр Чемпионата КХЛ (2011).